# Pedraforca
De Pedraforca is een berg in de Catalaanse Pyreneeën, op de grens van de gemeentes Saldes en Gósol en daarmee in de provincies Barcelona en Lleida. De berg heeft een karakteristieke vorm met twee pieken, de Pollegó Superior van 2.506,4 meter boven de zeespiegel, en de Pollegó Inferior met een hoogte van 2.444,8 meter. Daartussen ligt de Enforcadura, met een hoogte van 2.356,2 meter en aan beide kanten een puinhelling. Door deze eigenaardige vorm en het feit dat de berg op zichzelf staat en geen deel uit maakt van een bergketen, maakt hem tot een van de bekendste bergen in de Catalaanse Pyreneeën. De berg is onderdeel van het natuurpark Cadí-Moixeró. De beklimming van de berg is mogelijk zonder speciale uitrusting.